# Nimboa pallida
Nimboa pallida is een insect uit de familie van de dwerggaasvliegen (Coniopterygidae), die tot de orde netvleugeligen (Neuroptera) behoort. 
De wetenschappelijke naam Nimboa pallida is voor het eerst geldig gepubliceerd door Sziráki & Greve in 1996.